# Die Neue Südtiroler Tageszeitung
Die Neue Südtiroler Tageszeitung (im Verbreitungsgebiet umgangssprachlich auch einfach die Tageszeitung) ist neben den Dolomiten die zweite deutschsprachige Tageszeitung in Südtirol. Das Blatt versteht sich als linksliberaler Gegenpol zur medialen Übermacht der Tageszeitung Dolomiten.

## Geschichte

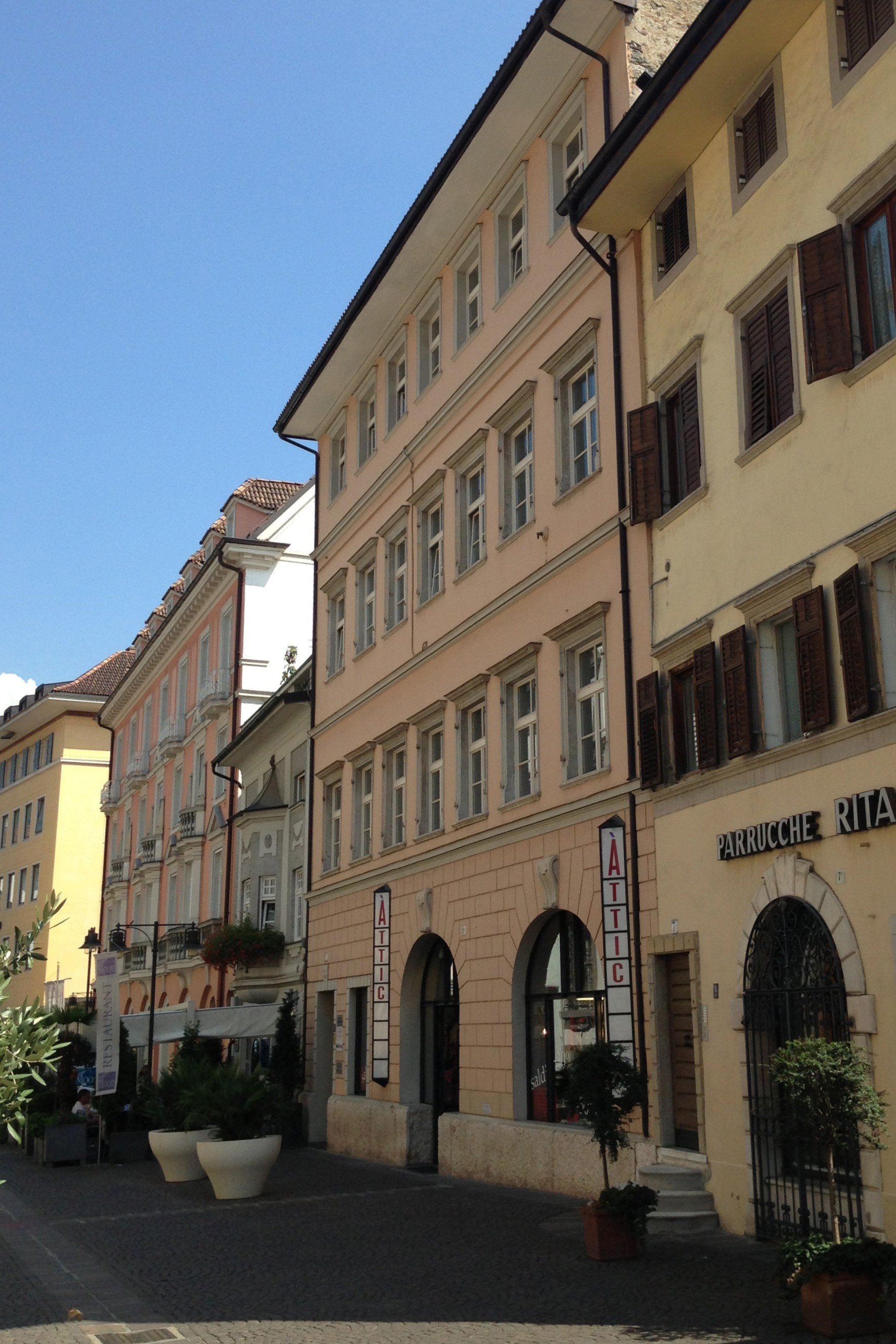
Redaktion in der Bozner Silbergasse 5

Die Zeitung entstand im Jahr 1996 als Nachfolger des Wochenmagazins südtirol profil und wird seither von Arnold Tribus herausgegeben. Ein Team von zehn Redakteuren und ebenso vielen freien Mitarbeitern befasst sich neben dem aktuellen Regionalgeschehen vor allem mit brisanten gesellschaftspolitischen Themen. Aufgrund ihrer kontroversen und polarisierenden Berichterstattung wurde die Zeitung schon mehrmals in Gerichtsprozesse verwickelt.
Die Zahl der erreichten Leser wurde für 2006 mit 288.000 und für 2012 mit 203.000 angegeben.
Seit dem 3. Januar 2013 gibt es eine Onlineausgabe, Nachrichten werden auch in einem Blog veröffentlicht.